# تالکوتامب
تالکوتامب (انگلیسی: Talquetamab) یک آنتی‌بادی مونوکلونال است که در درمان مولتیپل میلوما به‌کار می‌رود. این دارو یک به‌کارگیرنده دومیزبانه لنفوسیت تی توسط CD3 و GPRC5D است. به عبارت دیگر، تالکوتامب یک آنتی‌بادی مونوکلونال دومیزبانه است که دو مولکول هدف دارد: CD3 (بر روی لنفوسیت تی) و یک مولکول پروتئینی به نام GPRC5D که در واقع آنتی‌ژنی بر روی سلول‌های سرطانی است و تالکوتامب با اتصال به هر دو، لنفوسیت‌های تی را به مجاورت سلول‌های سرطانی می‌کشاند و موجب فعالیت تخریبی آنان بر روی سلول‌های سرطانی می‌گردد. این دارو را شرکت جانسن فارماسیوتیکا می‌سازد.
شایع‌ترین عوارض دارویی تالکوتامب سندرم آزادسازی سیتوکین، آگیوزیا، اختلالات پوست و ناخن، دردهای ماهیچه ای-اسکلتی، بثورات پوستی، خستگی، کاهش ورن؛ خشکی دهان، تب، پوست خشک و اشکال در بلع، عفونت تنفسی فوقانی و اسهال است.
تالکوتامب برای استفاده درمانی در ایالات متحده آمریکا و اتحادیه اروپا در اوت ۲۰۲۳ تأیید شد. سازمان غذا و داروی ایالات متحده (FDA) آن را یک داروی پیشگام (First-in-class؛ نخستین نمونه در کلاس دارویی خود) می‌داند.

## موارد استفاده
تالکوتامب برای درمان مولتیپل میلوما عودکننده یا مقاوم‌به‌درمان در بزرگسالان که پیش‌تر چند دوره درمان دریافت کرده‌اند، به کار می‌رود، از جمله بیمارانی که قبلاً یک مهارکننده پروتئازوم، یک عامل تعدیل‌کننده ایمنی، و یک آنتی‌بادی مونوکلونال ضد CD38 دریافت کرده‌اند.

## عوارض جانبی
بر طبق بررسی و اعلام سازمان غذا و داروی ایالات متحده احتمال سندرم آزادسازی سیتوکین جدی یا کشنده و همچنین اثرات سمی مغزی-عصبی با این دارو وجود دارد.